# Eichholz-Drößig
Eichholz-Drößig war eine von 1974 bis 2001 existierende Gemeinde zunächst im Kreis Finsterwalde der Deutschen Demokratischen Republik (ab 1990 Landkreis Finsterwalde im Land Brandenburg), seit 1993 im Landkreis Elbe-Elster (Brandenburg). Sie entstand durch den Zusammenschluss der Gemeinden Eichholz und Drößig. Die beiden Gemeinden sind heute Ortsteile der amtsangehörigen Gemeinde Heideland (Amt Elsterland) im Landkreis Elbe-Elster (Brandenburg).

## Geographische Lage
Eichholz-Drößig grenzte im Norden an die Gemeinden Lugau und Hennersdorf (beide Amt Doberlug-Kirchhain und Umland), im Nordosten und Osten an die Stadt Finsterwalde und Pechhütte (Ortsteil von Finsterwalde), im Süden an Sorno (ebenfalls Ortsteil von Finsterwalde) und im Westen an Fischwasser.

## Geschichte
Die Gemeinde entstand zum 19. Mai 1974 durch den Zusammenschluss der Gemeinden Eichholz und Drößig, beide Gemeinden gehörten damals zum Kreis Finsterwalde im Bezirk Cottbus der DDR. Die neue Gemeinde hatte im Jahr 1981 insgesamt 415 Einwohner. Mit der Wende 1989/90 wurde der Kreis Finsterwalde in Landkreis Finsterwalde umbenannt und kam zum neugegründeten Land Brandenburg. Im Zuge der Ämterbildung 1992 in Brandenburg schlossen sich neun Gemeinden zum Amt Elsterland zusammen. Die Gemeinde Eichholz-Drößig wurde am 28. August 1992 durch Verfügung des brandenburgischen Innenminister Alwin Ziel dem Amt zugeordnet. Mit der Kreisreform von 1993 in Brandenburg wurden die Kreise Bad Liebenwerda, Finsterwalde und Herzberg am 6. Dezember 1993 zum neuen Landkreis Elbe-Elster zusammengelegt; seither gehörte Eichholz-Drößig zum Landkreis Elbe-Elster. Die Gemeinden Eichholz-Drößig und Fischwasser bildeten zum 31. Dezember 2001 die neue Gemeinde Heideland. Die Gemeinde Eichholz-Drößig wurde aufgelöst. Eichholz-Drößig hatte zum Ende des Jahres 2000 noch 390 Einwohner. Drößig, Eichholz und Fischwasser sind heute Ortsteile der Gemeinde Heideland.

## Einwohnerentwicklung
| 1981 | 415 |  | 1991 | 390 |  | 1995 | 399 |  | 1999 | 383 |
| 1985 | 414 |  | 1992 | 385 |  | 1996 | 390 |  | 2000 | 390 |
| 1989 | 410 |  | 1993 | 396 |  | 1997 | 393 |  |      |     |
| 1990 | 407 |  | 1994 | 402 |  | 1998 | 392 |  |      |     |

## Bürgermeister
Letzter Bürgermeister von Eichholz-Drößig war der 1998 zum ehrenamtlichen Bürgermeister gewählte Bernd Warsönke. 

## Belege
1. 1 2 3  Landesbetrieb für Datenverarbeitung und Statistik Land Brandenburg Historisches Gemeindeverzeichnis des Landes Brandenburg 1875 bis 2005 19.4 Landkreis Elbe-Elster PDF
2. ↑  Bildung der Ämter Gartz/Oder, Bad Liebenwerda, Mühlberg/Elbe, Plessa, Märkische Schweiz, Premnitz, Rüdersdorf, Scharmützelsee, Steinhöfel/Heinersdorf Elsterland, Kleine Elster und Falkenberg Uebigau. Bekanntmachung des Ministers des Innern vom 21. Juli 1992. Amtsblatt für Brandenburg - Gemeinsames Ministerialblatt für das Land Brandenburg, 3. Jahrgang, Nummer 54, 31. Juli 1992, S. 970/1.
3. ↑  Zuordnung der Gemeinde Eichholz-Drößig zum Amt Elsterland. Bekanntmachung des Ministers des Innern vom 26. August 1992. Amtsblatt für Brandenburg - Gemeinsames Ministerialblatt für das Land Brandenburg, 3. Jahrgang, Nummer 81, 22. Oktober 1992, S. 1910.
4. ↑  Bildung der neuen Gemeinde Heideland. Bekanntmachung des Ministeriums des Innern vom 17. Oktober 2001. Amtsblatt für Brandenburg Gemeinsames Ministerialblatt für das Land Brandenburg, 12. Jahrgang, 2001, Nummer 46, Potsdam, den 14. November 2001, S. 780 PDF
5. ↑  Hauptsatzung der Gemeinde Heideland vom 30. März 2009 PDF
6. ↑  Historisches Gemeindeverzeichnis 2005 für Brandenburg (Online als PDF-Datei)
7. ↑  Ergebnisse der Kommunalwahlen 1998 (Bürgermeisterwahlen) für den Landkreis Elbe-Elster (Memento des Originals vom 21. April 2018 im Internet Archive)  Info: Der Archivlink wurde automatisch eingesetzt und noch nicht geprüft. Bitte prüfe Original- und Archivlink gemäß Anleitung und entferne dann diesen Hinweis.